# Otto Zoeller
Otto Zoeller (* 14. Januar 1872 in Zweibrücken; † nach 1937) war ein deutscher Reichsgerichtsrat.

## Leben
Sein Vater war Ludwig von Zöller (1831–1897), Präsident des Oberlandesgericht Zweibrücken und Reichsrat des Bayerischen Landtags. Zoeller war evangelisch und wurde nach dem Abitur am Herzog-Wolfgang-Gymnasium in Zweibrücken 1891 als Stipendiat der Stiftung Maximilianeum in München aufgenommen. Er bestand die erste juristische Staatsprüfung 1894 mit der Note „befähigt“, die zweite 1897 mit „II“. 1898 wurde er bei der Oberstaatsanwaltschaft Zweibrücken Rechtspraktikant. Zum Neujahrstag 1900 wurde er III. Staatsanwalt beim Landgericht Zweibrücken. Zwei Jahre später wurde er Amtsrichter beim Amtsgericht Landau/Pfalz. 1904 wurde er zum II. Staatsanwalt beim Landgericht in Landau ernannt. 1910 kam er als Rat an das Landgericht München I. Am Ersten Weltkrieg nahm er zuletzt im Rang als Major der Landwehr teil. 1923 wurde er Landgerichtsdirektor am Landgericht München I. 1928 wurde er zum Oberstaatsanwalt beim Oberlandesgericht München ernannt. 1929 kam er an das Reichsgericht. Am 1. Juli 1937 trat er in den Ruhestand.

## Schriften (Auswahl)
- Das Weingesetz: vom 7. April 1909 mit den Ausführungsbestimmungen und der Weinzollordnung, Schweitzer, München / Berlin 1909, OCLC 163083680.